# Liste der uruguayischen Schwimmrekorde
Die Uruguayischen Landesrekorde im Schwimmen stellen die bis dato durch uruguayische Athleten in den jeweiligen Disziplinen des Schwimmsports aufgestellten Bestleistungen dar.
Sofern die Rekorde nicht als nach diesem Zeitpunkt aufgestellt verzeichnet sind, basieren die nachfolgenden Tabellen auf dem Stand 31. Oktober 2011.

## Männer
| Disziplin                                         | Rekord   | Athlet/Athleten                                         | Datum      | Ort            |
| ------------------------------------------------- | -------- | ------------------------------------------------------- | ---------- | -------------- |
| 50-Meter-Freistil                                 | 00:22,73 | Gabriel Melconian                                       | März 2011  | Belém          |
| 100-Meter-Freistil                                | 00:49,70 | Martín Kutscher                                         | 19.07.2007 | Rio de Janeiro |
| 200-Meter-Freistil                                | 01:49,48 | Martín Kutscher                                         | 24.06.2009 | Berlin         |
| 400-Meter-Freistil                                | 03:35,36 | Carlos Scanavino                                        | 23.09.1988 | Seoul          |
| 800-Meter-Freistil                                | 08:14,49 | Carlos Scanavino                                        | 28.08.1987 | Indianapolis   |
| 1500-Meter-Freistil                               | 15:29,78 | Carlos Scanavino                                        | 03.08.1984 | Los Angeles    |
| 50-Meter-Rücken                                   | 00:27,23 | Diego Gallo                                             | 24.07.2001 | Fukuoka        |
| 100-Meter-Rücken                                  | 00:58,18 | Diego Gallo                                             | 17.09.2000 | Sydney         |
| 200-Meter-Rücken                                  | 02:10,53 | Gonzalo De Leon                                         | 13.03.2008 | São Paulo      |
| 50-Meter-Brust                                    | 00:28,22 | Martin Melconian                                        | 28.07.2009 | Rom            |
| 100-Meter-Brust                                   | 01:02,71 | Martin Melconian                                        | 18.10.2011 | Guadalajara    |
| 200-Meter-Brust                                   | 02:20,38 | Gustavo Gorriaran                                       | 16.08.1991 | Havanna        |
| 50-Meter-Schmetterling                            | 00:24,58 | Rodrigo Caceres                                         | 23.08.2009 | Santiago       |
| 100-Meter-Schmetterling                           | 00:55,26 | Javier Golovchenko                                      | 24.07.1996 | Atlanta        |
| 200-Meter-Schmetterling                           | 02:02,89 | Joel Romeu                                              | 29.04.2011 | Mar del Plata  |
| 200-Meter-Lagen                                   | 02:08,11 | Martín Kutscher                                         | 14.03.2008 | São Paulo      |
| 400-Meter-Lagen                                   | 04:39,28 | Joel Romeu                                              | 30.04.2011 | Mar del Plata  |
| 4×50-Meter-Freistil-Staffel (Verein)              | 01:39,49 | - M. Levrero - N. Francia - Rodriguez - G. Melconian    | 08.09.2009 | Campus         |
| 4×100-Meter-Freistil-Staffel (Nationalmannschaft) | 03:21,06 | - G. Melconian - P. Kutscher - M. Kutscher - F. Picasso | 17.07.2007 | Rio de Janeiro |
| 4×100-Meter-Freistil-Staffel (Verein)             | 03:38,37 | - G. Melconian - Mutilva - M. Levrero - Rementeria      | 06.11.2005 | Campus         |
| 4×200-Meter-Freistil-Staffel (Nationalmannschaft) | 07:50,02 | - D. Martinez - Goyenola - De Giobbi - C. Scanavino     | 22.03.1990 | Rosario        |
| 4×200-Meter-Freistil-Staffel (Verein)             | 08:11,86 | - M. Acosta - Rementeria - M. Levrero - G. Melconian    | 04.11.2006 | Campus         |
| 4×50-Meter-Lagen-Staffel (Verein)                 | 01:52,13 | - F. Beltran - M. Melconian - Acosta - Gonzalez         | 13.06.2008 | Campus         |
| 4×100-Meter-Lagen-Staffel (Nationalmannschaft)    | 03:50,00 | - N. Francia - M. Melconian - M. Kutscher - P. Kutscher | 15.03.2008 | São Paulo      |
| 4×100-Meter-Lagen-Staffel (Verein)                | 04:03,01 | - Zuasnabar - F. Picasso - J. Golovchenko - Olmedo      | 11.10.1999 | Campus         |

## Frauen
| Disziplin                                         | Rekord   | Athlet/Athleten                                        | Datum      | Ort           |
| ------------------------------------------------- | -------- | ------------------------------------------------------ | ---------- | ------------- |
| 50-Meter-Freistil                                 | 00:27,42 | Lucía Ramos                                            | 25.03.2011 | Lima          |
| 100-Meter-Freistil                                | 00:59,57 | Inés Remersaro                                         | 04.06.2011 | Cali          |
| 200-Meter-Freistil                                | 02:10,04 | Andrea De Leon                                         | 26.07.2002 | New Jersey    |
| 400-Meter-Freistil                                | 04:32,48 | Andrea De Leon                                         | 06.08.2002 | Belém         |
| 800-Meter-Freistil                                | 09:25,81 | Andrea De Leon                                         | 26.07.2002 | New Jersey    |
| 1500-Meter-Freistil                               | 17:39,52 | Andrea De Leon                                         | 26.07.2002 | New Jersey    |
| 50-Meter-Rücken                                   | 00:29,81 | Serrana Fernandez                                      | 16.03.2003 | Belém         |
| 100-Meter-Rücken                                  | 01:04,99 | Serrana Fernandez                                      | 25.09.2003 | Santa Fe      |
| 200-Meter-Rücken                                  | 02:21,07 | Inés Remersaro                                         | 28.07.2011 | Shanghai      |
| 50-Meter-Brust                                    | 00:35,65 | Marcia Duran                                           | 03.11.2006 | Campus        |
| 100-Meter-Brust                                   | 01:14,21 | Erika Graf                                             | 22.11.1994 | Valencia      |
| 200-Meter-Brust                                   | 02:38,97 | Erika Graf                                             | 22.11.1994 | Valencia      |
| 50-Meter-Schmetterling                            | 00:29,39 | Andréa Guerra                                          | 20.12.2009 | Campus        |
| 100-Meter-Schmetterling                           | 01:03,37 | Antonella Scanavino                                    | 16.07.2006 | Monterrey     |
| 200-Meter-Schmetterling                           | 02:21,17 | Antonella Scanavino                                    | 28.03.2009 | Mar del Plata |
| 200-Meter-Lagen                                   | 02:25,77 | Antonella Scanavino                                    | 27.03.2009 | Mar del Plata |
| 400-Meter-Lagen                                   | 05:18,06 | Antonella Scanavino                                    | 25.08.2007 | Campus        |
| 4×50-Meter-Freistil-Staffel (Verein)              | 01:54,42 | - E. Pumar - L. Gutierrez - A. Guerra - A. Scanavino   | 07.09.2009 | Campus        |
| 4×100-Meter-Freistil-Staffel (Nationalmannschaft) | 04:04,77 | - A. Guerra - I. Remersaro - V. Sanchez - A. Scanavino | 29.03.2009 | Mar del Plata |
| 4×100-Meter-Freistil-Staffel (Verein)             | 04:12,90 | - E. Pumar - A. Guerra - V. Sanchez - A. Scanavino     | 04.11.2006 | Campus        |
| 4×200-Meter-Freistil-Staffel (Nationalmannschaft) |          |                                                        |            |               |
| 4×200-Meter-Freistil-Staffel (Verein)             | 09:14,38 | - A. Guerra - E. Pumar - V. Sanchez - A. Scanavino     | 03.11.2006 | Campus        |
| 4×50-Meter-Lagen-Staffel (Verein)                 | 02:08,76 | - L. Guttierez - C. Caro - A. Scanavino - A. Guerra    | 24.08.2007 | Campus        |
| 4×100-Meter-Lagen-Staffel (Nationalmannschaft)    | 04:34,80 | - I. Remersaro - A. Scanavino - A. Guerra - V. Sanchez | 27.03.2009 | Mar del Plata |
| 4×100-Meter-Lagen-Staffel (Verein)                | 04:40,44 | - Manginelli - A. Scanavino - E. Pumar - A. Guerra     | 05.11.2006 | Campus        |